# Torre de Brácana
La Torre de Brácana es una torre óptica de época andalusí, que formaba parte del sistema defensivo del castillo de Íllora, situada en la localidad española de Brácana, provincia de Granada (Andalucía). Se le conoce también como Torre de la Encantada. Cartográficamente se localiza en M.M.E., escala 1/50.000, se localiza en la hoja 1008, cuadrícula 414-415/4120-4121.

## Descripción
Está situada en las cercanías de la pedanía de Brácana, en una elevación que controla el paso del río Genil. Tiene planta octogonal y actualmente se encuentra muy deteriorada, levantándose solamente un par de metros sobre el nivel del suelo. Su obra es de mampostería de buen tamaño, y en su origen era maciza, al menos el cuerpo inferior, aunque actualmente tiene un gran hueco horadado.
En su entorno inmediato existen restos de un asentamiento romano.

## Datación
Por su técnica constructiva y su planta poligonal se le atribuye origen almohade, en consonancia con la datación más antigua del castillo al que estaba asociada.